# Фенилгидразин
Фенилгидразин — производное гидразина, в котором один атом водорода замещён на фенильную группу.

## Физические свойства
Жидкость жёлтого цвета, растворяется в воде, этаноле, бензоле, диэтиловом эфире, хлороформе.

## Химические свойства
По химическим свойствам фенилгидразин — слабое основание (рКа = 8,8).
- С водой образует гидрат с температурой плавления 24,1°С.
- Разлагается при температуре выше 300°С на бензол, анилин, азот и аммиак.
- Легко окисляется на воздухе.

## Получение
Получают диазотированием анилина с последующим восстановлением сульфитом натрия.

## Применение
Фенилгидразин — исходный продукт в производстве азокрасителей, лекарственных препаратов (например антипирина, амидопирина).

## Токсичность
Фенилгидразин — сильный яд, вызывающий разрушение эритроцитов и лейкоцитов крови, гемоглобин превращает в метгемоглобин. Попадая на кожу, вызывает экзему. ПДК = 22 мг/м3.